# Bathyanthias
Bathyanthias – rodzaj ryb okoniokształtnych z rodziny strzępielowatych.

## Klasyfikacja
Gatunki zaliczane do tego rodzaju:
- Bathyanthias atlanticus
- Bathyanthias cubensis
- Bathyanthias mexicanus
- Bathyanthias roseus